# Cine Mistral
El Cine Mistral fou una sala d'exhibició cinematogràfica ubicada en el núm. 33 del carrer de Calàbria de Barcelona, inaugurada l'any 1934. El mes de juny de 1966 es va convertir en Cinerama Waldorf
El cinema Mistral tenia una capacitat de 1.750 localitats. Va ser construït per l'arquitecte Antoni Ferrer. El cinema es deia així per proximitat a l'Avinguda Mistral, del barri.
La inauguració del cinema Mistral va ser el 8 de desembre de 1934 amb un acte inaugural que va congregar membre de les autoritats, premsa i representants del món cinematogràfic. Les primeres projeccions van ser El ídolo de las mujeres, Guerra de valses i Tratado secreto.
Al juny de 1936 va incorporar -com a sistema experimental- el sistema de cinema sonor en relleu que a posterior seria conegut com a Dolby.
Com a conseqüència de l'esclat i el desenvolupament de el cinema va tancar les portes. Un cop finalitzat el conflicte es van reiniciar la seva activitat  amb la projecció de pel·lícules com: El milagro de la fe i Los tres lanceros bengalíes.
Durant la dècada dels cinquanta i seixanta es va considerar com a lloc de lleure per excel·lència pel veïnat. Llavors s'incentiva la projecció d'èxits cinematogràfics de forma compartida amb altres sales de cinema barcelonines. Com va fou el cas de la projecció de la pel·lícula Kermesse fantàstica amb el cinema Alexandra. Així com les sessions destinades a pel·lícules amb gran èxit de cartellera com ara: El Conde de montecristo i Canción de Cuna.
L'última sessió va ser el 25 de desembre de 1962 amb la projecció de Canción de juventud y La venganza de Hercules. Com a conseqüència de la gran nevada i dels desperfectes en la part del sostre va ser tancat. En el mateix espai es va instal·lar el cinerama Waldorf.